# Pierre Joseph de Ferrier du Chatelet
Pour les articles homonymes, voir Ferrier (homonymie).
Pierre Joseph de Ferrier du Chatelet, né le 25 mai 1739 au château de Bavilliers (Territoire de Belfort), mort le 29 novembre 1828 à Luxeuil (Haute-Saône), est un général de la révolution française.

## États de service
Il entre en service en 1754 dans la 1re compagnie des mousquetaires du roi, il est nommé le 27 février 1757 lieutenant en premier au régiment de Bouillon, il fait avec ce corps toutes les guerres du Hanovre de 1759 à 1762.
Il passe capitaine le 1er juillet 1766 dans la légion de Soubise. Il participe à la campagne de Corse en 1768-1769, il se distingue à l’affaire de Ponte-Novo les 8 et 9 mai 1769, et il mérite pour une action d’éclat, d’être cité dans le bulletin du comte de Vaux.
Le 27 juin 1770, il obtient son brevet de lieutenant-colonel, et il est employé à l’état-major du général de Bourcet, chargé de reconnaître les positions et les frontières d’Alsace. Il est attaché la même année à l’ambassade de Vienne, chargé par le ministre de la Guerre de prendre des renseignements sur le service des troupes autrichiennes, et d’assister en Silésie, aux manœuvres que Frédéric le grand  faisait exécuter à ses troupes. Il se rend en Allemagne avec le baron de Breteuil, ambassadeur de France, et il s’acquitte de sa mission de manière à mériter la croix de chevalier de Saint-Louis.
En 1777, il est nommé plénipotentiaire de Monsieur le duc d’Orléans, près de sa Majesté l’impératrice reine apostolique de Hongrie et de Bohème, à l’effet de soutenir les prétentions que ce prince avait sur la succession du margrave de Baden-Baden. Quoique ses soins dans cette affaire n’eussent pas été couronnés de succès, il demeure dès lors attaché au duc d’Orléans, en qualité de secrétaire de ses commandements. 
Il est nommé colonel le 8 avril 1779, et il est promu général de brigade le 21 septembre 1788. En 1791, il est employé en Lorraine sous les ordres du général Luckner, et ensuite à l’armée du Rhin, où il se distingue lors de l’évacuation des lignes de Wissembourg. Il commande la même année le corps de troupes envoyé par le gouvernement dans le comtat Venaissin pour y rétablir la paix. 
Il est nommé général de division le 7 septembre 1792, et employé en cette qualité à l’armée du Rhin sous Custine, qui dès le début de l’année 1793, se plaignit qu’il n’avait pas fait son devoir dans une action. 
En août 1793, il est nommé commandant en chef de l’armée de la Moselle. Son âge, ses infirmités, et probablement une certaine défiance de lui-même, le contraint à cette époque d’abandonné sa carrière militaire. Il se retire à Luxeuil, où il meurt le 29 novembre 1828.

## Sources
- (en) « Generals Who Served in the French Army during the Period 1789 - 1814: Eberle to Exelmans »
- Louis Lainé, Archives généalogiques et historiques de la noblesse de France, tome 5, l’Auteur, 1836, 638 p. (lire en ligne), p. 88.
- François-Xavier de Feller, Biographie universelle ou dictionnaire historique des hommes qui se sont fait un nom par leur génie, Outhenin-Chalandre Fils, janvier 1841, 768 p. (lire en ligne), p. 75.

1. ↑  « https://francearchives.fr/fr/file/ad46ac22be9df6a4d1dae40326de46d8a5cbd19d/FRSHD_PUB_00000355.pdf »